# Tóth Antal (művészettörténész)
Tóth Antal (Esztergom, 1945. január 15. – 2020. március 27.) művészettörténész, muzeológus.

## Életpályája
A diploma megszerzését követően rövidebb hosszabb ideig számos helyen dolgozott. Többek között a szentendrei Ferenczy Múzeum (1970–1973), a Magyar Nemzeti Galéria (1973–1975), a pécsi Janus Pannonius Múzeum (1975–1977) munkatársa volt. 1977-től ismét a Magyar Nemzeti Galéria főmuzeológusa, a Szobor osztály vezetőjeként dolgozott.

### Tanulmányai
1963–1968 – ELTE BTK, magyar, műtörténet szak.
Szakdolgozatának címe: A 20. századi magyar érem- és plakettművészet 1945-1967

### Kutatási területe
A 19–20. századi magyar szobrászat, és a szentendrei festészet, azon belül a régi művésztelep.

## Publikációi
Publikációinak száma több százra tehető. Számos cikket írt a szentendrei művészekről, a város művészetéről a Művészet c. folyóiratban. Sorozata jelent meg a helyi műemlékekről a Szentendrei Műsor hasábjain (1978–1981). Írásai olvashatóak a Ferenczy Múzeum 1970–1973 között megjelent katalógusaiban.

### Kötetben megjelent művei (válogatás)
- 1972 – A pesti Vármegyeháza, ma a Pest megyei Tanács székháza; bev. Zádor Anna; s.n., Bp., 1972
- 1989 – Börzsönyi-Kollarits Ferenc
- 1995 – A Kereskedelmi Bank Rt. XIX–XX. századi magyar képzőművészeti gyűjteménye
- 1990 – A Szentendrei művészet 1945 után = Studia Comitatensia 20.
- 1997 – A Szentendrei Festők Társasága – Szentendrei Művészet 1926–1935 között
- 2003 – Asszonyi Tamás monográfia
- 2003 – Magyar szoborkészítők jelzéstára
- 2007 –  A Szentendrei Régi Művésztelep; szerk. Tóth Antal; Corvina, Bp., 2007 (Művészcsoportok)
- A Szentendrei Művésztelep és a Szentendrei Festők Társaságának iratai és dokumentumai, 1926-1951; szerk. Bodonyi Emőke, Tóth Antal; PMMI, Szentendre, 2007 (Szentendrei múzeumi füzetek)
- Őstémák Szentendrén. A képpé formált város; Faur Zsófi Galéria, Bp., 2012

## Díjai, elismerései
- 1970-es években két alkalommal vehette át a Szentendrei Nyár emlékplakettet
- 1975 Pécs-baranyai szakszervezeti díj
- 1983 Szocialista Kultúráért kitüntetés